# هانا غلادن
هانا غلادن (بالإنجليزية: Hannah Gladden)‏ هي مصارعة الهواة أمريكية، ولدت في 1996.

## روابط خارجية
- هانا غلادن على موقع قاعدة بيانات المصارعة الدولية (الإنجليزية)